# Friedrich von Gentz
Friedrich von Gentz (Breslau, 2 mei 1764 - Weinhaus (tegenwoordig Wenen 18), 9 juni 1832) was een Duits-Oostenrijks schrijver en politicus. Hij was adviseur van Metternich en was tijdens het Congres van Wenen chef-protocol en eerste secretaris.

## Biografie

### Vroege jaren
Friedrich Gentz werd geboren als de zoon van een Pruisische ambtenaar die later de directeur zou worden van de Pruisische Koninklijke Munt. Zijn moeder was afkomstig uit een Franse hugenotenkolonie in Berlijn. Friedrich von Gentz studeerde aan de Albertina-universiteit in Koningsbergen waar hij onderricht kreeg van Immanuel Kant. Gentz correspondeerde met zijn tijdgenoot Wilhelm von Humboldt over utopieën en was aanvankelijk een geestdriftig voorstander van de Franse Revolutie. Nadat Gentz het werk van Edmund Burke had gelezen bekeerde hij zich tot het antirevolutionaire kamp.

### Publicist
In 1793 trouwde hij, maar het was geen gelukkig huwelijk en raakte in de financiële problemen. Met behulp van Brits geld vertaalde Gentz in 1795 het werk van François d'Ivernois over de geschiedenis van de Franse financiën. William Pitt de Jongere en William Wyndham Grenville betaalden hem vervolgens om vertaalwerk te blijven doen. In 1802 publiceerde hij zijn On the State of Europe, Before and After the Revolution. Het boek verscheen zowel in het Engels als het Frans en in dit boek viel hij een ander boek aan dat geschreven was door Alexandre Maurice Blanc de Lanautte dat als manifest van Napoleon Bonapartes regering diende.
Een volgende publicatie van Gentz verscheen in 1806 en was getiteld: Fragmente aus der neuesten Geschichte des politischen Gleichgewichts in Europa. Gentz had een uitvoerige studie geschreven om de Europese politiek weer op de leest van de "evenwichtspolitiek" en de "balance of power" te schoeien. Deze diende zich uit te drukken in wederzijds respect tussen de heersende dynastieën en dat wederzijdse respect was een teken van beschaving van een statengemeenschap. Hierin was Gentz duidelijk beïnvloed door Kants concept van Eeuwige Vrede.

### Oostenrijkse functionaris

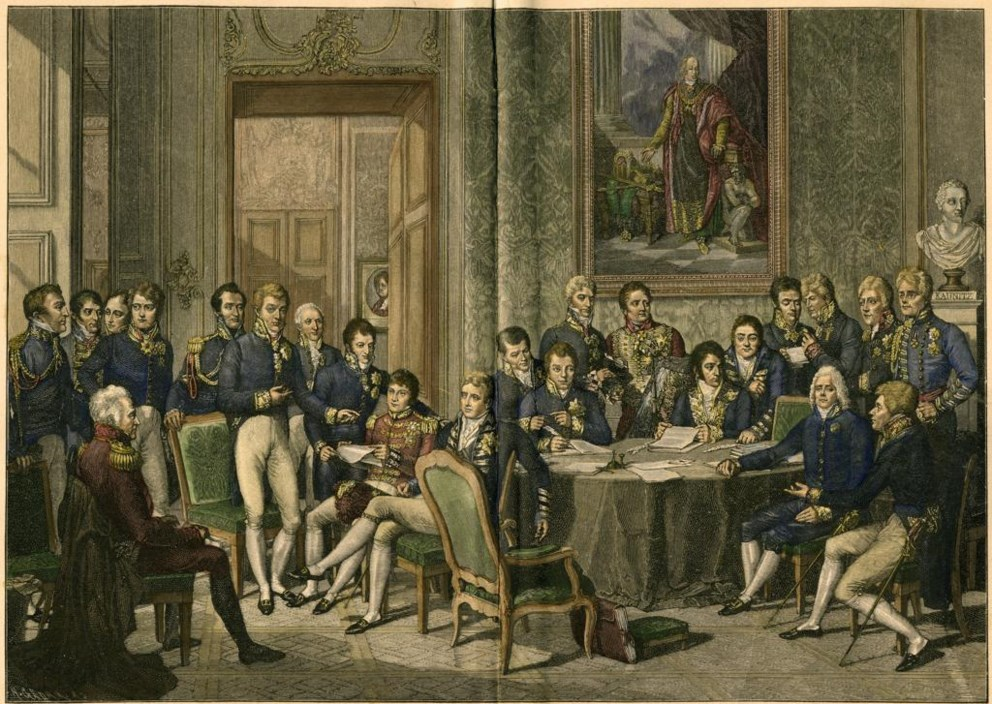
Gravure van het Congres van Wenen van de hand van Jean Baptiste Isabey. Von Gentz is de derde persoon (staand) vanaf rechts, naast het portret van Keizer Frans II.

Vanaf 1809 kwam Gentz actief in Oostenrijkse dienst en stelde hij in dat jaar de Oostenrijkse oorlogsverklaring op. In 1812 werd hij de privésecretaris van de Oostenrijkse minister Klemens von Metternich en diende hij als een belangrijk klankbord voor deze staatsman. Een jaar later was hij verantwoordelijk voor het opstellen van het "Kriegsmanifest", het document waarbij Oostenrijk zich aansloot bij de Zesde Coalitie. Bij het Congres van Wenen functioneerde hij eveneens als secretaris. Hij was vervolgens ook aanwezig bij het Congres van Aken dat hij persoonlijk beschouwde, op dat moment, als het hoogtepunt van zijn leven.
Gentz was daarna ook aanwezig bij Congres van Troppau waar hij weer optrad als secretaris. Bij het Congres van Verona was hij weer van de partij en aldaar voerde hij overleg met Percy Smythe, de Britse ambassadeur in Istanboel, over de Griekse Onafhankelijkheidsoorlog. Na de revoluties van de zomer van 1830 drong Gentz erbij Metternich op aan om Lodewijk Filips I van Frankrijk als koning van Frankrijk te erkennen en de Polen tegen Rusland te steunen. In een brief aan James Mayer de Rothschild gaf hij toe dat het Oostenrijkse beleid van de afgelopen jaren fundamenteel tekort geschoten had.
In de periode 1812-1828 was Gentz ook een belangrijke politieke correspondent van drie opeenvolgende vorsten van Wallachije. Aan deze correspondentie kwam een einde met de Russisch-Turkse Oorlog die in 1828 uitbrak. Zijn adviezen aan de Wallachijnse heersers werden goed betaald en toen hier een einde aankwam besloot Gentz om met pensioen te gaan. Via zijn contacten met de Wallachijnse vorsten verspreidde de veiligheidscultuur van het Congres van Wenen zich verder naar het oosten.

### Laatste jaren

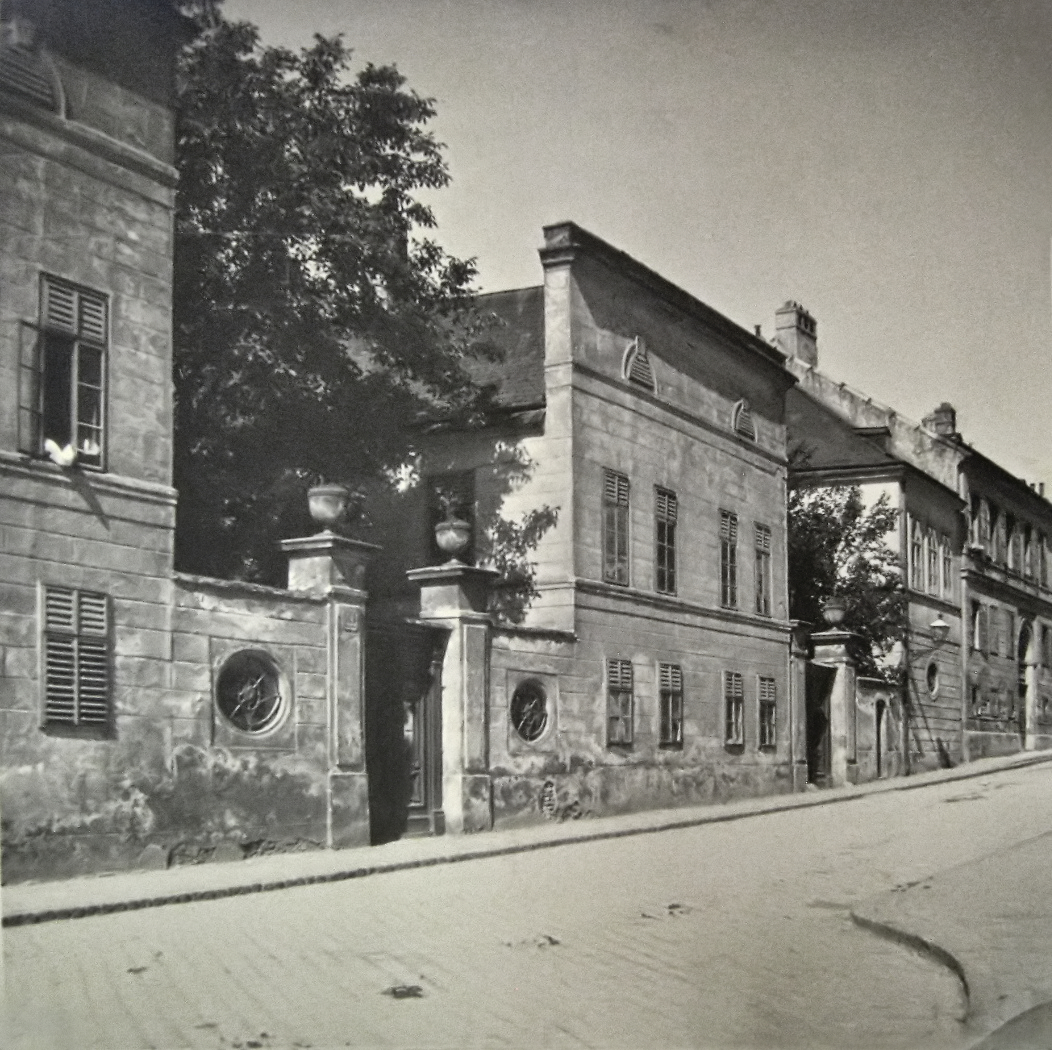
De woning van Gentz in Weinhaus (Wenen) voor het werd afgebroken

Na zijn breuk met Metternich raakte Gentz sociaal geïsoleerd en trok hij zich met zijn vriendin, de danseres Fanny Elssler, terug in zijn kasteel in Weinhaus, indertijd een buitenwijk van Wenen. Hier overleed hij in 1832. Na zijn dood moesten zijn eigendommen verkocht worden om zijn schulden af te betalen. Metternich betaalde voor zijn begrafenis.

## Politieke filosofie
Volgens verschillende historici was Gentz als publicist onderdeel van de traditie van een gematigde, "prudentiële" en laat-kosmopolitische Verlichting. Gentz was ook een voorstander van een verzoening tussen de wereld van de Revolutie en die van de Oude Orde. Ondanks dat hij de zijde koos van de vijanden van de Revolutie was hij ook kritisch op de Europese monarchieën en hun beleid. Alleen door het hervormen en het moderniseren van deze monarchieën kon de Revolutie ingedamd worden.
In zijn Fragmente zette Gentz zijn visie op het machtsevenwicht uiteen en voor hem vormde dit internationale systeem waarin de staten "de onafhankelijkheid en rechten van de ene staat garanderen tegen schade aangericht door een andere staat". Dit evenwicht was bij hem niet gebaseerd op een of ander abstract idee van gelijkheid, dat de basis vormde van de Kantiaanse federatie. Elke Europese staat had volgens Gentz een andere positie binnen een groter systeem: hun specifieke rechten en autonomie werden beschermd door het Gemenebest van state, maar ze konden geen aanspraak maken op gelijke rechten. Bovendien hadden de verschillende staten allemaal een verschillend nationaal karakter en bijgevolg unieke rechtssystemen, die Gentz goedkeurde.